# Вероніка Стеле
Вероніка Стеле (ісп. Veronica Stele; нар. 19 листопада 1977) — колишня аргентинська тенісистка.
Найвищу одиночну позицію світового рейтингу — 237 місце досягла 19 травня 1997, парну — 117 місце — 7 липня 1997 року.
Здобула 2 одиночні та 11 парних титулів туру ITF.
Завершила кар'єру 1999 року.

## Фінали ITF
| турніри $50,000 |
| турніри $25,000 |
| турніри $10,000 |

### Одиночний розряд: 6 (2–4)
| Результат | Ранг | Дата            | Турнір                      | Покриття | Суперниця         | Рахунок       |
| --------- | ---- | --------------- | --------------------------- | -------- | ----------------- | ------------- |
| Перемога  | 1.   | 21 травня 1995  | ITF Тортоса, Іспанія        | Ґрунт    | Ленка Немечкова   | 6–2, 2–6, 6–4 |
| Поразка   | 1.   | 15 вересня 1996 | ITF Буенос-Айрес, Аргентина | Ґрунт    | Селесте Контін    | 5–7, 6–7      |
| Поразка   | 2.   | 22 вересня 1996 | ITF Асунсьйон, Парагвай     | Ґрунт    | Ларісса Шерер     | 5–7, 7–5, 2–6 |
| Поразка   | 3.   | 11 травня 1997  | ITF Тортоса, Іспанія        | Ґрунт    | Нурія Монтеро     | 3–6, 1–6      |
| Перемога  | 2.   | 27 квітня 1998  | ITF Сан-Северо, Італія      | Ґрунт    | Катя Пікколіні    | 6–4, 6–3      |
| Поразка   | 4.   | 24 травня 1998  | ITF Сарагоса, Іспанія       | Ґрунт    | Сільві Сальяберрі | 5–7, 4–6      |

### Парний розряд: 23 (11–12)
| Результат | Ранг | Дата              | Турнір                       | Покриття | Партнерка                  | Суперниці                               | Рахунок       |
| --------- | ---- | ----------------- | ---------------------------- | -------- | -------------------------- | --------------------------------------- | ------------- |
| Перемога  | 1.   | 20 вересня 1993   | ITF Гуаякіль, Еквадор        | Ґрунт    | Сінтія Торторелла          | Паула Кабесас Нурія Ньємес              | 6–2, 6–1      |
| Поразка   | 1.   | 24 жовтня 1993    | ITF Буенос-Айрес, Аргентина  | Ґрунт    | Валерія Страппа            | Маріана Діас-Оліва Лаура Монтальво      | 2–6, 7–5, 1–6 |
| Поразка   | 2.   | 22 листопада 1993 | ITF Буенос-Айрес, Аргентина  | Ґрунт    | Сінтія Торторелла          | Лаура Монтальво Ванесса Маттіс          | 3–6, 6–7(5–7) |
| Поразка   | 3.   | 29 серпня 1994    | ITF Масса, Італія            | Ґрунт    | Сінтія Торторелла          | Крістіна Сальві Емануела Брузаті        | 5–7, 3–6      |
| Перемога  | 2.   | 19 вересня 1994   | ITF Пореч, Хорватія          | Ґрунт    | Сінтія Торторелла          | Зузана Лешенарова Кароліна Петршикова   | 6–3, 6–2      |
| Перемога  | 3.   | 17 квітня 1995    | ITF Мурсія, Іспанія          | Ґрунт    | Маріана Еберле             | Федеріка Бонсіньйорі Глорія Піццікіні   | 7–5, 6–2      |
| Поразка   | 4.   | 22 травня 1995    | ITF Барселона, Іспанія       | Ґрунт    | Флоренсія Сіанфагна        | Естефанія Боттіні Гала Леон Гарсія      | 5–7, 5–7      |
| Поразка   | 5.   | 17 грудня 1995    | ITF Тукуман, Аргентина       | Ґрунт    | Ларісса Шерер              | Лаура Монтальво Паола Суарес            | 2–6, 6–7      |
| Перемога  | 4.   | 16 червня 1996    | ITF Зальцбург, Австрія       | Ґрунт    | Алісія Ортуньйо            | Еммануель Гальярді Софія Празеріс       | 6–0, 6–4      |
| Поразка   | 6.   | 7 липня 1996      | ITF Сецце, Італія            | Ґрунт    | Габріелла Боск'єро         | Франческа Гвардільї Андрея Ванк         | 6–0, 2–6, 3–6 |
| Перемога  | 5.   | 14 липня 1996     | ITF Віго, Іспанія            | Ґрунт    | Алісія Ортуньйо            | Наталі Кахана Гіла Розен                | 6–2, 6–4      |
| Перемога  | 6.   | 21 липня 1996     | ITF Більбао, Іспанія         | Ґрунт    | Алісія Ортуньйо            | Марта Кано Нурія Монтеро                | 6–3, 6–4      |
| Поразка   | 7.   | 6 жовтня 1996     | ITF Пуерто-Вальярта, Мексика | Тверде   | Паула Кабесас              | Марія Фернанда Ланда Марлен Вайнгартнер | 6–4, 5–7, 3–6 |
| Перемога  | 7.   | 7 квітня 1997     | ITF Вінья-дель-Мар, Чилі     | Ґрунт    | Каталін Мароші             | Селесте Контін Лусіана Масанте          | 6–1, 5–7, 6–2 |
| Поразка   | 8.   | 11 травня 1997    | ITF Тортоса, Іспанія         | Ґрунт    | Міріам Д'Агостіні          | Марта Кано Нурія Монтеро                | 3–6, 6–1, 4–6 |
| Поразка   | 9.   | 18 травня 1997    | ITF Ле-Туке, Франція         | Ґрунт    | Лусіана Масанте            | Ніколь Арендт Магалі Лямарр             | 2–6, 3–6      |
| Поразка   | 10.  | 26 травня 1997    | ITF Барселона, Іспанія       | Ґрунт    | Каталін Мароші             | Кім де Вейлле Аманда Гопманс            | 4–6, 7–5, 4–6 |
| Перемога  | 8.   | 9 червня 1997     | ITF Будапешт, Угорщина       | Ґрунт    | Каталін Мароші             | Олена Татаркова Фабіола Сулуага         | 6–3, 6–3      |
| Перемога  | 9.   | 16 червня 1997    | Open de Marseille, Франція   | Ґрунт    | Каталін Мароші             | Каролін Денін Ніно Луарсабішвілі        | 6–2, 4–6, 6–1 |
| Перемога  | 10.  | 30 червня 1997    | ITF Мон-де-Марсан, Франція   | Тверде   | Каталін Мароші             | Обата Саорі Урабе Намі                  | 6–4, 6–3      |
| Перемога  | 11.  | 26 квітня 1998    | ITF Барі, Італія             | Ґрунт    | Роса Марія Андрес Родрігес | Сабіна да Понте Сілвія Урічкова         | 6–1, 6–1      |
| Поразка   | 11.  | 3 травня 1998     | ITF Сан-Северо, Італія       | Ґрунт    | Х'яна Гутьєррес            | Роміна Оттобоні Еуженія Мая             | 6–1, 5–7, 5–7 |
| Поразка   | 12.  | 18 травня 1998    | ITF Сарагоса, Іспанія        | Ґрунт    | Лурдес Домінгес Ліно       | Хісела Рієра Аліенор Трісеррі           | 4–6, 1–6      |